# Cerámica de Talavera de la Reina
La loza y azulejería producida en Talavera de la Reina (Castilla-La Mancha, España) a lo largo de sus cinco siglos de reconocida tradición cerámica, ha generado una tipología tan rica y variopinta que ha hecho necesaria una clasificación en series propuestas desde finales del siglo XIX por distintos especialistas, a fin de facilitar su estudio y catalogación. Dicha clasificación se hace extensiva a la loza producida en el vecino foco alfarero de El Puente del Arzobispo con la que la de Talavera lo tiene todo en común, excepto la fama (que de siempre acaparó la villa de la Reina, quizá por su estratégica situación en el camino real a Lisboa).
Influenciada por el arte islámico, la cerámica de Talavera de la Reina adquirió peso industrial a partir del siglo XVI. Citada por Cervantes, Lope de Vega y Tirso de Molina, la loza talaverana puede documentarse asimismo en buena parte de la pintura barroca española. Usada por nobles y humildes, su monopolio mercantil en pugna constante con la loza sevillana, se vio desplazado a finales del siglo XVIII por la emergente fábrica de Alcora; en ese momento histórico se localiza uno de los primeros cambios en sus series decorativas originales.
En el siglo XIX, con la destrucción de sus alfares y fábricas por el ejército francés entre 1810 y 1812, se inició un largo periodo de decadencia, que la pérdida definitiva de las colonias casi llevó a su desaparición. Uno de los artífices de la recuperación de la cerámica talaverana española fue Juan Niveiro con la fundación de la fábrica de "El Carmen"; la incorporación de operarios traídos de Manises supuso otro importante cambio en sus series decorativas. Cambios que reforzarían las series tricolores producidas por otro alfar emergente a mediados del siglo XIX: "La Menora".
En 1908, Juan Ruiz de Luna asociado al pintor y ceramista Enrique Guijo pusieron en marcha la nueva fábrica de la Virgen del Prado, recuperando formas y temas de la vieja producción talaverana renacentista y barroca con un sello de calidad. Otros alfares nacidos a lo largo del siglo XX y con un reflejo importante en la producción de series talaveranas fueron los de: "Henche", "Montemayor" y "Nueva Menora".
En 2019 la Cerámica de Talavera fue declarada Patrimonio cultural inmaterial de la Humanidad por la UNESCO bajo la denominación oficial de Fabricación artesanal de cerámica de estilo talaverano en Puebla y Tlaxcala (México) y en Talavera de la Reina y El Puente del Arzobispo (España). Esta declaración alude a las comunidades de artesanos que existen en ambos países, que fabrican con métodos tradicionales objetos de cerámica de estilo talaverano para usos domésticos, decorativos y arquitectónicos. Además, se hace referencia a la identidad de cada taller existente y que la fabricación artesanal de este tipo de cerámica es un símbolo identitario de esas ciudades.

## Historia

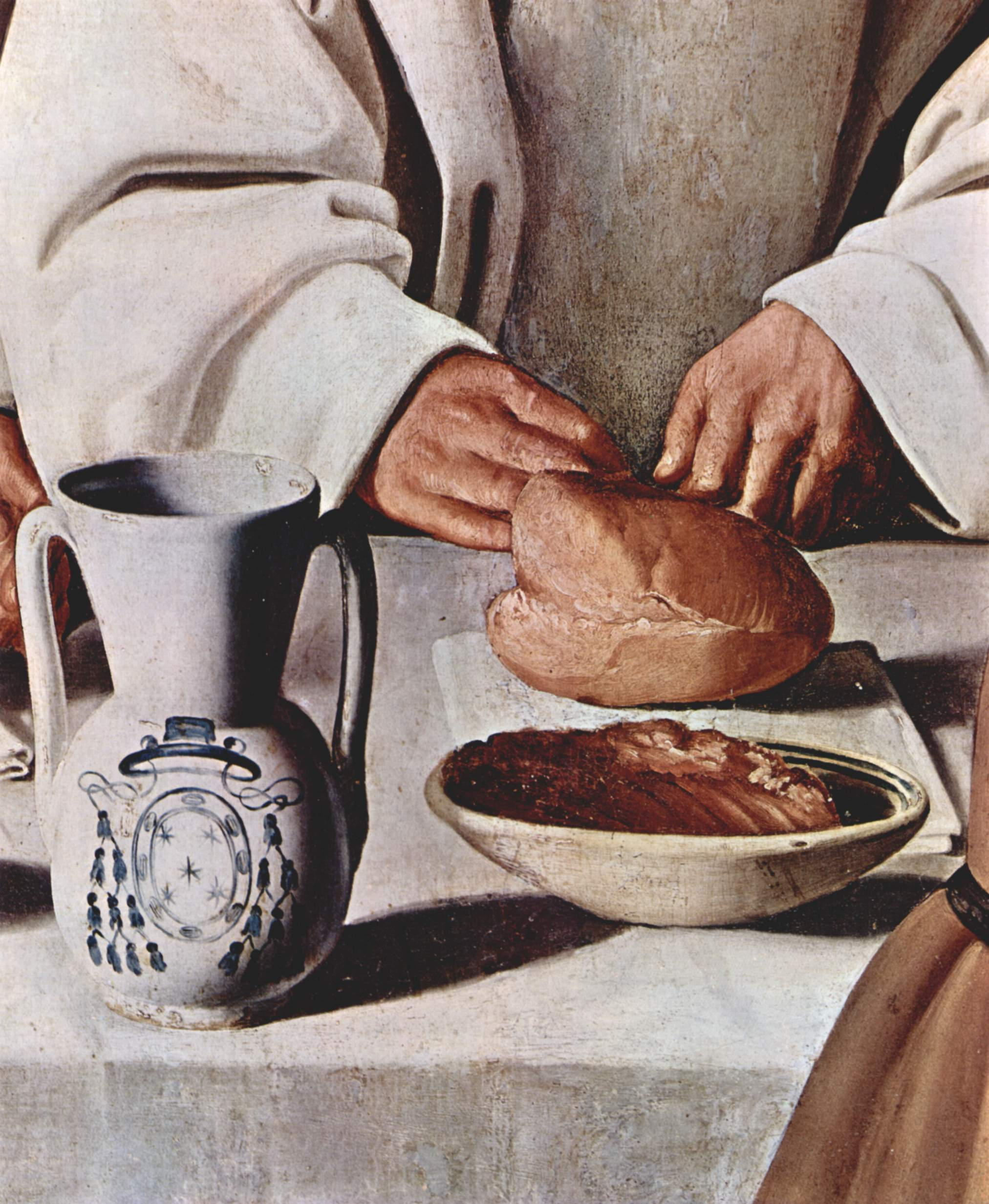
Detalle del "jarro frailero" con el escudo obispal en San Hugo en el refectorio de los Cartujos, óleo de Zurbarán hacia 1635 (262 x 307 cm), Museo de Bellas Artes, Sevilla

Abundante material arqueológico hallado en las inmediaciones de Talavera de la Reina, remontan a la ocupación romana la existencia de alfares y su producción cerámica. 
Sin embargo el característico diseño, las formas, esmaltes y decoración son de tradición musulmana, evolucionando los motivos vegetales y animales a otros de figuras humanas con el asentamiento de los reinos cristianos.
El Renacimiento llevó hasta Talavera a maestros artesanos flamencos como Jan Floris, que hacia 1558 introdujo técnicas italianas mientras trabaja en la azulejería para el alcázar de los Austrias de Madrid. Posteriores maestros introdujeron las técnicas y métodos de las lozas de Delft en Holanda. Estas "talaveras" evolucionadas, más finas, que habían sido incluidas por el rey Felipe II en la vajilla del monasterio de El Escorial, no consiguieron sin embargo colocarse en las cortes europeas a la misma altura que las referidas porcelanas de Delft o las francesas de Sèvres.

### Ocasotalaverano
A lo largo del siglo XIX, un conjunto de circunstancias determinaron la paulatina decadencia industrial de las series talaveranas: la competencia de Alcora y Buen Retiro, preferidas por las clases ricas y sobre todo la apertura de industrias con tipos de impresión calcográfica en Sargadelos, Cartagena y Sevilla. Trescientos años de historia y cierta gloria internacional sucumbieron ante una injusta y demoledora etiqueta de "cacharro de verbena", que nació en la boca ignorante del burgués y que todo aquel que pretenda presumir de cierto gusto hizo religiosamente suya. Los alfares de Guijo y Luna, pretendiendo huir de la quema, se aplican en una industria historicista intentando hacer valer un pasado que como tal recuerdo acaba convirtiéndose en «souvenir». El resultado fueron un puñado de series continuistas y un intento de lo que pudiera pasar como serie nueva, pero sin alejarse del espíritu tradicional.
Entre las series consideras recuperables por los grandes talleres, se fabricaron "a imagen y semejanza" toda la temática de escenas y ramos (tanto en azul como policromía), además de lo más típico de la serie azul lineal, algunos ejemplos tardíos de la serie heráldica y otros tantos de la serie esmeralda. Y entre las consideradas como innovación, se produjeron series básicas con decoración solo en naranja (copiando un ejemplo alcoreño del siglo XVIII), otras solo en manganeso y versiones populares —aún más— de las series de la pajarita y las cenefas.
También se considera innovación de ese periodo decadente la producción de piezas, preferentemente jarros de vino y platos, con lemas exclamativos del tipo "Viva Jesús, María y José", "Viva mi dueño", etc. A pesar de los ostentosos leones que sostienen el escudo que encierra las leyendas, resultan proverbiales las faltas de ortografía, la pobre caligrafía y la baja calidad de esmaltes. En esta dinámica popular que se precipita en lo populachero, se producen sin embargo objetos con una belleza infantil, ingenua y a veces surrealista.

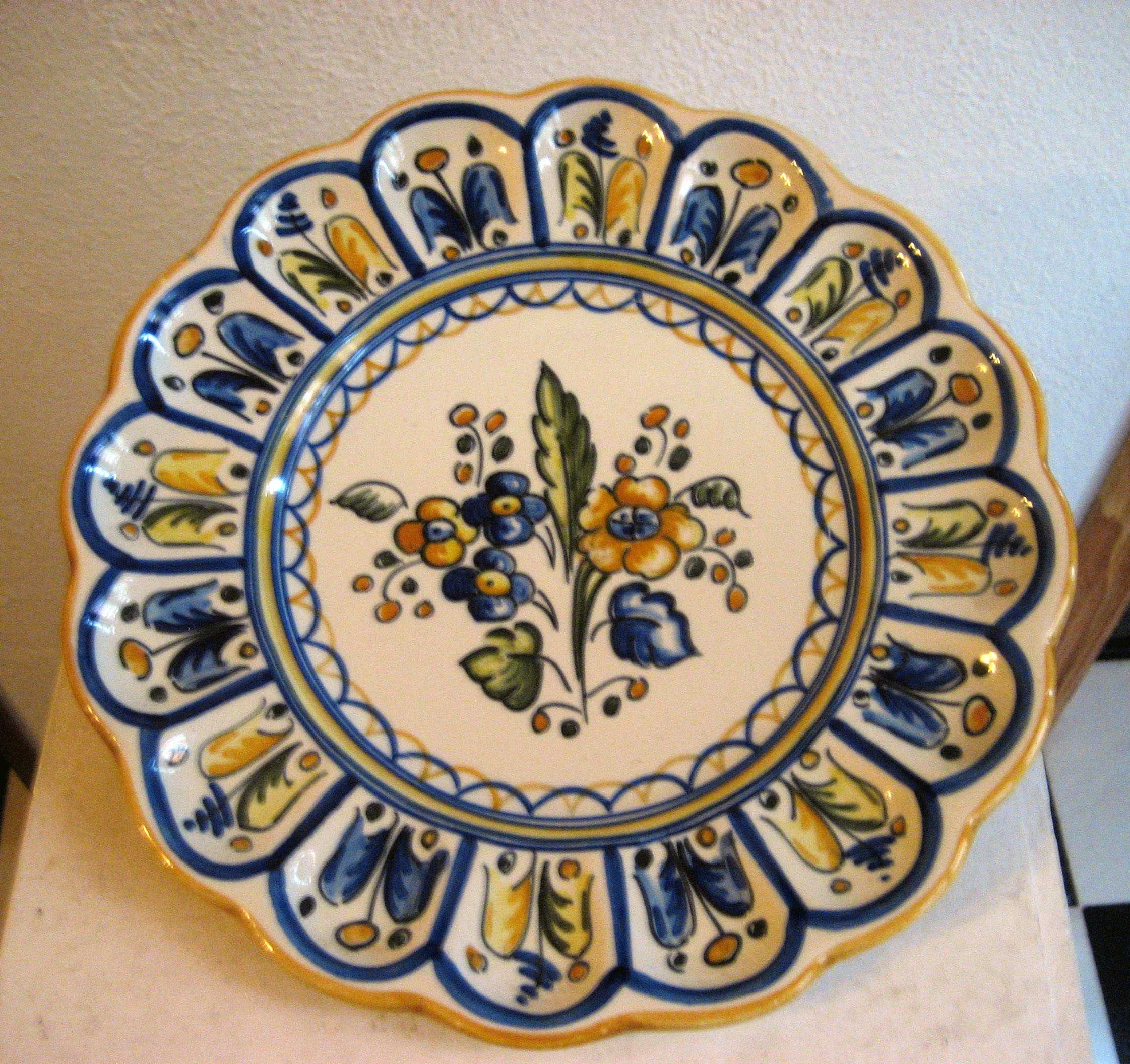
Plato con decoración popular típica

### Reconocimiento patrimonial
El 13 de octubre de 2015, la cerámica de Talavera de la Reina fue declarada Bien de Interés Cultural, con la categoría de «Bien Inmaterial», mediante un acuerdo publicado el día 16 de ese mismo mes en el Diario Oficial de Castilla-La Mancha.
En 2019 la Cerámica de Talavera fue declarada Patrimonio cultural inmaterial de la Humanidad por la UNESCO bajo la denominación oficial de Fabricación artesanal de cerámica de estilo talaverano en Puebla y Tlaxcala (México) y en Talavera de la Reina y El Puente del Arzobispo (España). Esta declaración alude a las comunidades de artesanos que existen en ambos países, que fabrican con métodos tradicionales objetos de cerámica de estilo talaverano para usos domésticos, decorativos y arquitectónicos.

## Clasificación de las series

### Series blancas
Datadas entre las más antiguas, junto con la de la palma, se pueden subdividir en cinco grupos cronológicamente correlativos: blanca mudéjar, renacentista, dedicada, con azul lineal y blanca tardía. Su llamativa blancura parece ser fruto de dos circunstancias:
- El uso de barros pajizos como las arcillas de los vecinos barreros de Calera.
- La riqueza en estaño de la pasta (frita) con que se bañaban las piezas desde mediados del siglo XVI, aumentó la opacidad y blancura del esmalte.

Si bien Lope, Cervantes o Tirso, parodiando o glosando la austeridad de estas lozas blancas sobrias y puras, las llaman talaveras, no es de recibo que fueran hechas en Talavera de la Reina, pues como ellas y en su época, se fabricaban también en los alfares de la Triana sevillana, en los de Toledo, y de los antiguos reinos de Granada y Murcia.

### Antiguas series azules originales
González Zamora clasifica un grupo de series precedentes o contemporáneas de la popular serie blanquiazul conocida como de las mariposas. Su catálogo, más específico y técnico, se apoya en los motivos que decoran esas series, separando la de roleos (diferenciada por su barro rojo de base), de la de espirales (exclusiva de platos con el reverso sin esmaltar); proponiendo también como una de las más antiguas —en virtud de los hallazgos arqueológicos— la serie de palma, de clara estética mudéjar, con esmalte blanco-grisáceo sobre arcillas sonrosadas.

### Serie de jarrosde Santiago

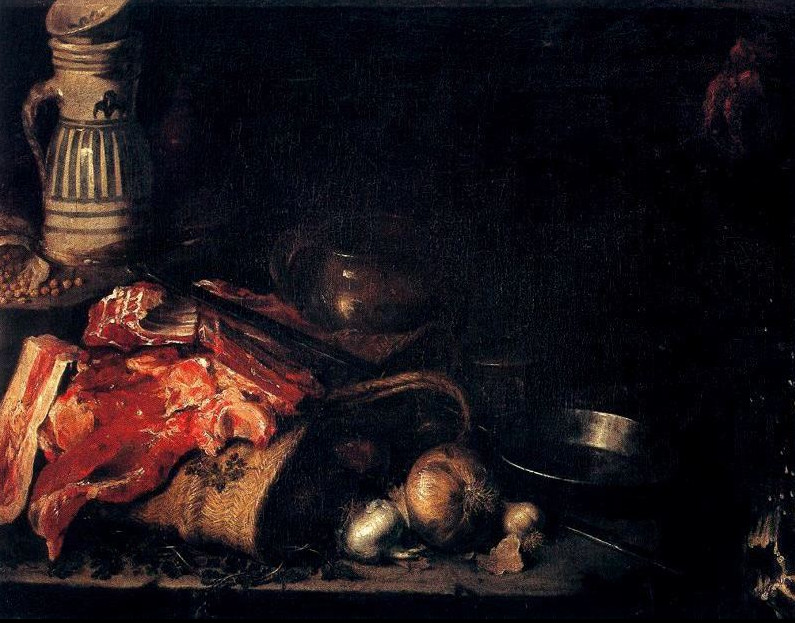
Mateo Cerezo el joven: Natureza muerta con carne (1664). En el ángulo superior izquierdo, un jarro de Santiago

Serie menor tan antigua como específica, decorada en azul y mostrando en muchas piezas la Cruz de Santiago. Datados en el siglo XVI, aparecen en un bodegón de Mateo Cerezo fechado en 1664 y conservado en la Academia de San Carlos de Méjico.

### Serie de lasmariposas
Loza de carácter popular, fabricada a lo largo de los siglos XVI y XVII. Decoración en azul con motivos vegetales muy estilizados que evocan las formas de las mariposas. Vidriado pobre en estaño y producción preferente de platos hondos de perfiles gruesos, similares a cuencos; las mariposas alternadas con motivos vegetales aparecen en el alero de las piezas, ocupando el centro del plato figuras animales en movimiento.

### Serie de los recortes (ferroneríes)
De claro origen renacentista italiano, aunque traída a la península ibérica por artistas flamencos como Jan Floris. Serie culta en azul y amarillo, fabricada en el último cuarto del siglo XVI y también llamada de los herrajes, por estar sus piezas decoradas con motivos tomados de la artesanía del hierro.

### Serietricolor

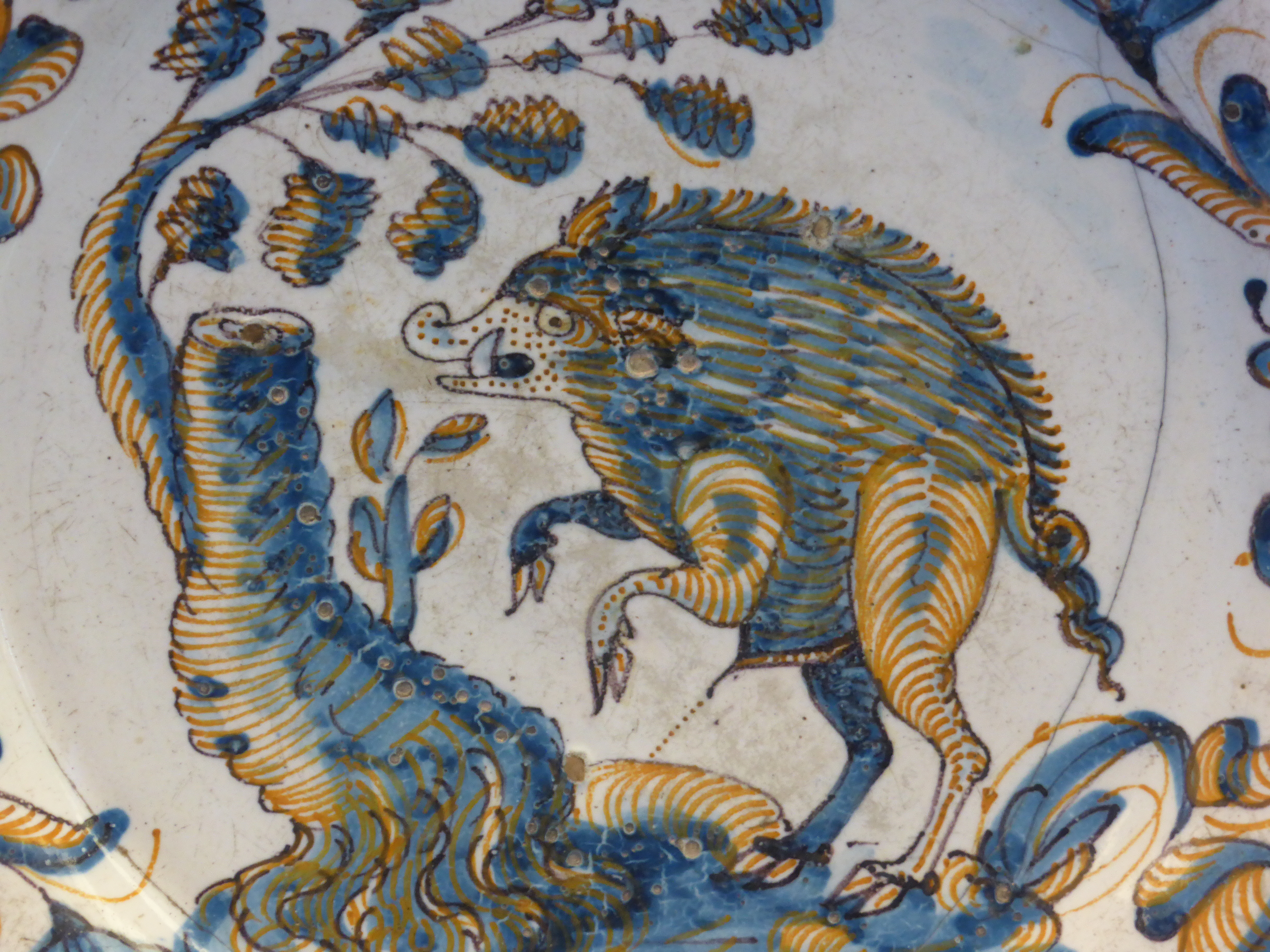
Serie tricolor. Detalle de animal fantástico en plato de cerámica de Talavera, Museo Nacional de Artes Decorativas, Madrid

Así llamada por decorar sus piezas en azul tendido, manganeso (lila negruzco usado para trazar el dibujo) y naranja (este color con una apariencia "rayada"), policromía de origen italiano. Sigue predominando la temática vegetal-animal y aparecen las primeras figuras humanas. Cronológicamente situada entre finales del siglo XVI y el último tercio del siglo XVII.

### Series polícromas con escenas y animales
Comenzaron a popularizarse en el siglo XVIII y han llegado hasta el inicio del siglo XXI. González Zamora diferencia cinco subseries: polícromas realistas, polícromas con hoja menuda, polícromas con trifolios, serie esmeralda y serie mixta de polícromas y azules. Suponen un regreso al manierismo tardobarroco y reproducen escenas muy diversas, no solo las tópicas, más famosas, de caza o animales aislados, arboledas, etc. Las escenas, especialmente en la serie esmeralda aparecen pintadas en una gama de "tonos verdes" que, al ser más tarde recuperados por los grandes alfares de Henche, Ruiz de Luna y Saso, le han dado señas de identidad a la loza de Talavera de la Reina.

### Series monocromas azules con escenas
La transición política de Austrias a Borbones impulsó las series esmaltadas en azul, ampliando la producción chinesca y heráldica a temas barrocos de recargados paisajes y escenografías. Desgranando posibles grupos con propia personalidad, se han diferenciado: las series de azul sobre azul; las series realistas; las series con troncos paralelos; las series con arbustos y las series con motivos policromos enmarcados en un ámbito básico azul.

### Series azules de influencia china
Producidas a lo largo de los siglos XVII y XVIII, rescataron del olvido el azul cobalto típico de la primitiva loza española talaverana. Salidas tanto de los alfares de Puente como de los de Talavera, imitan las porcelanas chinas de los siglos XVI y XVII. Decoración azul sobre blanco, que González Zamora clasifica en cuatro grupos: 1. Oriental inicial; 2. De helechos; 3. Oriental de paisajes abstractos; y 4. Helechos tardíos. Durante mucho tiempo, los investigadores las consideraron de origen holandés. La primera en apuntar la posible paternidad portuguesa de estas series fue Natacha Seseña, en 1975, proponiendo una división inicial en dos series, la chinesca y la de las golondrinas.
Son igualmente característicos los albarelos y orzas decorados con el escudo de las órdenes de las boticas de los conventos a los que iban destinados. El resto de las piezas repite la temática variopinta de la serie polícroma pintados exclusivamente en azul. Una vez más, los nuevos alfares de Niveiro y Ruiz de Luna decoraron, ya en la segunda mitad del siglo XIX y gran parte del XX, abundantes piezas populares con las líneas esenciales de la serie azul.
Autores más exigentes construyen clasificaciones más específicas, diferenciando entre las series de la gama azul: la punteada azul, la rayada azul, la de escenas azules y la de ramos azules, (además de las antedichas de influencia china).

### Series azules sin dibujo
Aquí se pueden agrupar otras series con predominio del azul y nombradas en virtud de las técnicas y medios usados para su decoración:
- Jaspeada.- La decoración, aplicada con una esponja y difuminada con pincel o brocha pretende evocar jaspes u otras piedras duras.
- Esponjada.- Siguiendo técnicas similares a la jaspeada, la del esponjado se combina con manchas amarillas que imitan la pirita del lapislázuli. No se difumina.
- Pulverizada.- Existen dos tipos, bien fondo blanco con manchas en azul, o fondo azul suave con manchas en azul más oscuro.
- Punteada.- Decoración de puntos y líneas en azul con motivos cromáticos en naranja y amarillo.

### Seriesalcoreñas talaveranas
Desde 1727, el típico blanco purísimo aparece adornado con temas originales de la Loza de Alcora, como la adormidera, el chaparro, o la puntilla de Bérain. Esta riqueza y profusión decorativas han dado lugar a una división en subseries:

#### Serie alcoreña delchaparro
Llamada así por representarse en las piezas que la componen un arbolillo que en alfarería se denomina chaparro, junto a un río con un puente. Un diseño original creado en Alcora en la segunda mitad del siglo XVIII por un tal "Álvaro" (1749-1798).

#### Serie alcoreña dela puntilla de Bérain
Nombre que le da la característica cenefa alcoreña así denominada en sus alfares de origen, y que aparece en el borde de platos y fuentes, preferentemente. La réplica talaverana, más gruesa o más fina, puede acompañarse de otros motivos decorativos de Alcora.

#### Serie alcoreña de laadormidera

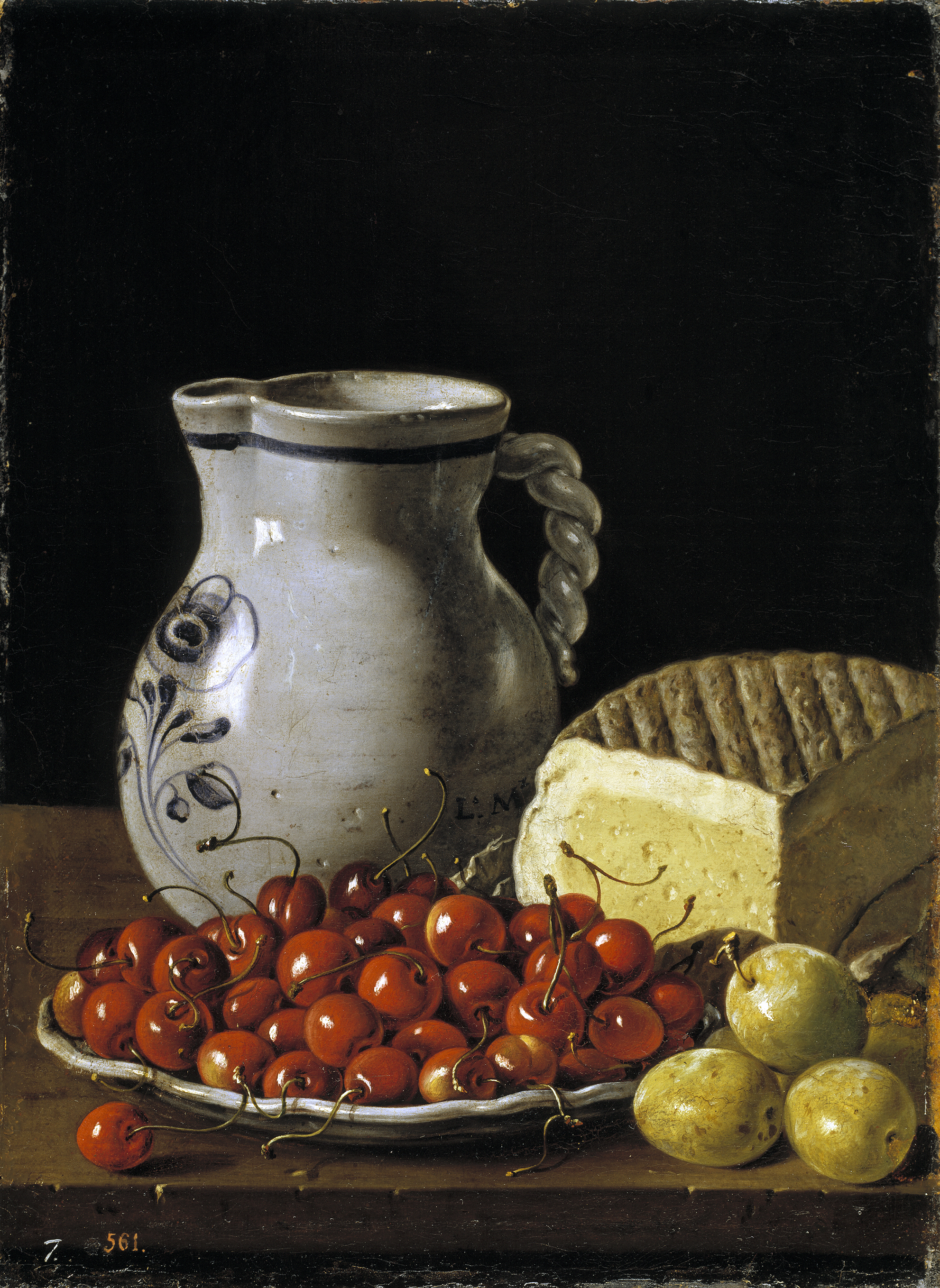
Bodegón con cerezas, ciruelas, queso y jarra (hacia 1760) de Luis Egidio Meléndez, en el Museo del Prado. A la izquierda loza esmaltada con la rosa típica de la serie de la adormidera

Llamada también de la adormidera y los claveles o de rosa,
a partir de la pequeña florecilla identificativa de gran parte de la loza de Alcora, y que en el caso de Talavera de la Reina representa una flor grande (de hoja carnosa y otras veces parecida a los claveles), pintada casi siempre en azul. Si bien la denominación más popular o conocida es serie de la adormidera —debiéndose a los estudios de Seseña la ampliación identificadora al motivo de los claveles—, González Zamora insiste en el nombre antiguo, rosa o de rosa, tal como aparece en las Ordenanzas de los alfareros de 1751, reproducidas íntegramente en el estudio de Diodoro Vaca. Se conservan piezas con este motivo tan dispares como: platos, cuencos, orzas, jarros, botes (albarelos), tablillas y tiestos. En fuentes documentales se citan además: escudillas, tazas, fuentes, lebrillos, salvillas, bacinillas y pilas. Natacha Seseña da referencia de una serie de bodegones de Luis Meléndez con excelentes ejemplos de esta serie.

#### Serie alcoreña delramitooramos azules
Los rediseñadores de Talavera popularizaron y diversificaron un pequeño ramillete vegetal típicamente alcoreño, en ocasiones repetido sobre toda la pieza (platos, fuentes, etc.), modificando incluso su delicada policromía característica.

#### Serie alcoreña conla Virgen del Prado
A partir del siglo XVIII, la imagen de la patrona de Talavera de la Reina se inserta en el centro de una decoración con motivos originales de Alcora.

#### Serie alcoreña deguirnaldas y pabellones
La temática de esta serie se inspira en la guirnalda floral de Olerys. El modelo talaverano, más minucioso, tiende a agrandar las flores de la guirnalda y colorearlas. En el siglo XIX, este tema vegetal se sustituyó por los llamados pabellones, onduladas cortinas que penden alrededor de cada pieza.

### Seriecola de gallo
También llamada de hoja-pluma, se trata de una variación temática del ramito de Alcora, pintado —como es característica talaverana— a mayor tamaño. Se llama así por las hojas plumeadas, parecidas a la cola del gallo. Del penacho central surgen otras "hojas-plumas" más pequeñas y algunas florecillas.

### Otras series menores
Otros autores proponen clasificaciones paralelas, diferenciando pequeñas series como la de pétalos orientales de origen oriental.
Investigadores como Martínez Caviró, Pleguezuelo y Sánchez Pacheco propusieron como lozas relacionadas con Talavera y El Puente del Arzobispo la serie, básicamente de platos, decorada en cobalto (con ocasionales pinceladas de amarillo), que incluye en la temática pequeños animales como tortugas, caracoles, lagartijas, etc. Se trata de piezas datadas a comienzos del siglo XVII.
Otra serie propuesta es la de grutescos, original de los talleres de Urbino (concentrada en la producción de Deruta). Su personal decoración italiana aparecen en salvillas, especieros, fuentes circulares y piletas.
Talleres de loza de Aragón, Valencia y Talavera de la Reina se disputan la paternidad española de otra serie de origen italiano (Ainaud la relaciona con producciones ligures de la segunda mitad del siglo XVII), conocida como serie de las algas o de las cintas vegetales.

## Cronología
| Series                                           | Desde | Hasta |
| ------------------------------------------------ | ----- | ----- |
| PALMA (azul y blanco)                            | 1460  | 1540  |
| ROLEOS (azul y blanco)                           | 1500  | 1600  |
| ESPIRAL (azul y blanco)                          | 1500  | 1560  |
| JARROS SANTIAGO (azul y blanco)                  | 1550  | 1600  |
| PUNTEADA AZUL                                    | 1500  | 1600  |
| PUNTEADA POLÍCROMA                               | 1550  | 1610  |
| BLANCAS                                          | 1460  | 1900  |
| JASPEADAS                                        | 1550  | 1600  |
| RECORTES (ferroneríes)                           | 1575  | 1590  |
| MARIPOSAS (azul y blanco)                        | 1550  | 1625  |
| RAYADA NARANJA                                   | 1590  | 1675  |
| RAYADA AZUL                                      | 1600  | 1625  |
| CHINAS (azul y blanco)                           | 1590  | 1800  |
| HERÁLDICAS (azul y blanco)                       | 1550  | 1850  |
| ENCAJE                                           | 1650  | 1720  |
| ESCENAS POLÍCROMAS                               | 1675  | 1900  |
| ESCENAS AZULES                                   | 1675  | 1875  |
| FIGURAS MODELADAS                                | 1575  | 1775  |
| "alcoreña": ADORMIDERA o de ROSA (azul y blanco) | 1740  | 1850  |
| "alcoreña": PUNTILLA (Bérain)                    | 1740  | 1790  |
| "alcoreña": RAMOS AZULES (azul y blanco)         | 1725  | 1850  |
| "alcoreña": PÉTALOS ORIENTALES (azul y blanco)   | 1760  | 1790  |
| "alcoreña": RAMOS POLÍCROMOS                     | 1760  | 1860  |
| SERIES del XIX                                   | 1800  | 1900  |

— Las fechas de los periodos de producción son aproximadas con valor orientativo —

## Influencias en otros focos

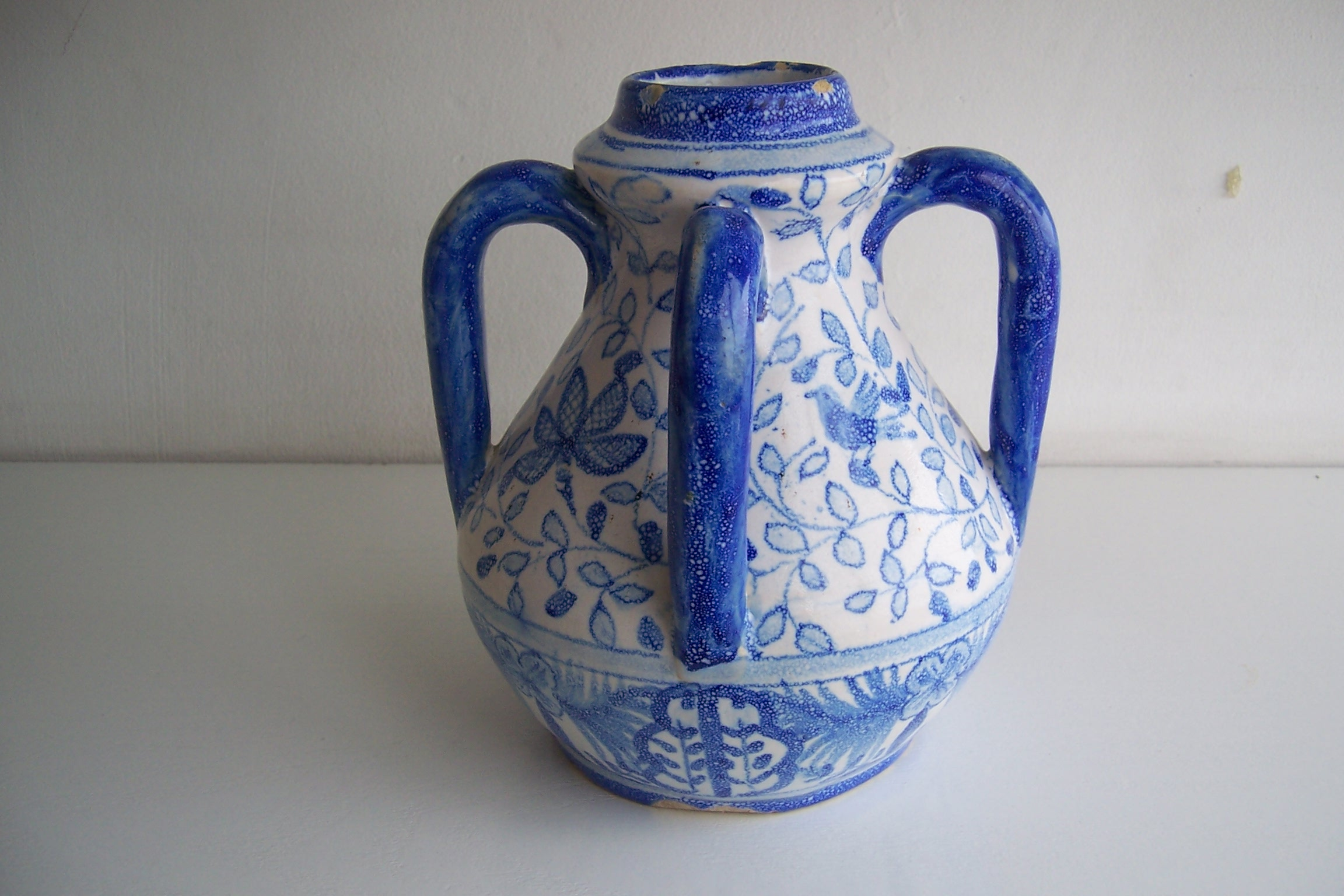
Continuidad de las series azules en cacharrería mixta

Diversos trabajos arqueológicos y el estudio comparado de importantes fondos de loza fina han permitido detectar paralelismos entre las series de loza talaverana y puenteña en la loza toledana, la aragonesa, en las provincias de Córdoba, Jaén y La Rioja y en alfares de Lérida, Valladolid, e incluso en las lozas sevillanas.

## En museos y colecciones
Las series de loza española talaverana están bien representadas, entre otras instituciones, en los siguientes museos y colecciones privadas:
- Museo Arqueológico Nacional, Museo Nacional de Artes Decorativas, Museo de Cerámica de Barcelona, Museo de Santa Cruz, Museo de Cerámica Ruiz de Luna, Instituto de Valencia de Don Juan, Museo Lázaro Galdiano, Monasterio de El Escorial y diversos museos provinciales como los de Ávila, Valladolid o Museo de Artes y Costumbres Populares de Sevilla. Y fuera de España, en la Hispanic Society y el Museo de Victoria y Alberto.
- Entre las principales colecciones privadas españolas con fondos importantes de loza de Talavera y su entorno, pueden enumerarse: la del Marqués de Cerralbo, la Godía y otras menos conocidas como las Bertrán, Castillo, Yébenes y Mateo.

## Reflejo de corrientes y estilos artísticos
Las series más antiguas (palma, roleos, espirales, Santiago) reciben, aunque ya en el siglo XVI, un claro influjo de la estética mudéjar, que al final de ese siglo se funden con los primeros ecos del renacentistas italianos. A partir de 1600, los estilos de tradición musulmana y los manieristas empiezan a verse desplazados por corrientes orientales (series chinas) y por el barroco imperante de origen italo-francés (series de encajes y escenas galantes). Entrado el siglo XVIII, el rococó se impone con las series de puntillas, mientras coletazos barrocos dominan la serie rosa; por su parte, las series de pètalos y ramos dejan clara la influencia de los esmaltes orientales en la industria de las artes decorativas y, finalmente, del rococó francés.

### En la pintura
Habitual en la pintura del barroco español y en numerosos ejemplos del género costumbrista, la cacharrería talaverana es casi omnipresente en la producción de los maestros del bodegón español y en las naturalezas muertas de pintores nacionales, pudiéndosela también rastrear en algunos ejemplos extranjeros, en especial de las escuelas flamencas del siglo XVIII.

## Principales investigadores
La popularidad y el volumen de producción de las "talaveras de España", han sido estudiadas a lo largo de todo el siglo XX por los siguientes historiadores, etnólogos, arqueólogos, ceramistas y demás estudiosos: Alice Frothingham, Balbina Martínez Caviró, Carmen Mañueco, Natacha Seseña, Trinidad Sánchez Pacheco, Ruiz de Luna, Diodoro Vaca, Platón Páramo, Ainaud de Lasarte, Alfonso Pleguezuelo y Anthony Ray.
De entre los pioneros en el estudio y descripción de las lozas talaveranas, cabe citar a: 
- Diego Pérez de Mesa que en sus Grandezas y Cosas Notables de España (1590) dedica un capítulo a la villa de Talavera.
- El monje jerónimo Andrés de Torrejón, el escritor del siglo XVI más recurrido en los posteriores estudios que sobre la loza talaverana se cuentan.[29]

En el capítulo de las excavaciones arqueológicas, además de las hechas en la ciudad de Toledo, han sido esenciales las clasificaciones de restos de material cerámico realizadas por Braña y Ceballos en Talavera de la Reina y por Llubiá en El Puente del Arzobispo.